# Бринон (Вашингтон)
Бринон (енгл. Brinnon) насељено је место без административног статуса у америчкој савезној држави Вашингтон.

## Демографија
По попису из 2010. године број становника је 797, што је 6 (-0,7%) становника мање него 2000. године.
| Група             | 2000.       | 2010.       |
| Белци             | 737 (91,8%) | 733 (92,0%) |
| Афроамериканци    | 2 (0,2%)    | 1 (0,1%)    |
| Азијати           | 5 (0,6%)    | 11 (1,4%)   |
| Хиспаноамериканци | 16 (2,0%)   | 17 (2,1%)   |
| Укупно            | 803         | 797         |